# Врх-при-Хинях
Врх-при-Хинях (словен. Vrh pri Hinjah) — поселення в общині Жужемберк, регіон Південно-Східна Словенія, Словенія. Висота над рівнем моря: 472,3 м.